# مطار مدنين
مطار مدنين (بالإنجليزية: Medenine Airfield)‏ هو مطار عسكري مهجور استعمل في الحرب العالمية الثانية في تونس، كان يقع غرب مدنين في جنوب شرق البلاد.

## التاريخ
مطار مدنين أنشأ من قبل القوات الجوية الفرنسية قبل الحرب العالمية الثانية. بعد معركة فرنسا في يونيو 1940، استعمل لمدة قصيرة من قبل سلاح جو فيشي حتى نوفمبر 1942، قبل أن تستولى عليه قوات لوفتفافه الألمانية.

خلال الحملة الأمريكية في غرب أفريقيا الفرنسي وحملة الصحراء الغربية البريطانية، تم الهجوم على المطار بشكل متكرر من قبل عناصر القوات الجوية الأمريكية القوة الثانية عشرة والقوة التاسعة، إلى جانب القوات الجوية الملكية البريطانية التي بدأت في أواخر يناير 1943 بقاذفات القنابل الثقيلة من طراز كونسوليداتيد بي-24 ليبراتور، وهوجم عبر كورتيس بيه-40 وارهوك. تم الاستيلاء على المطار من قبل القوات البرية للكومنولث النيوزيلندي خلال شهر مارس 1943.

تم بعد ذلك إصلاحه من قبل المهندسين الملكيين (بريطانيا) وأعيد للخدمة. مع نهاية المعارك في تونس خلال صيف 1943، تم تفكيك المطار والتخلي عنه. اليوم تظهر بقايا المدرج الرئيسي على التصوير الجوي، وربما كذلك بعض الممرات، وهو ملاصق لثكنة عسكرية تونسية.

## الوحدات الرئيسية التي استعملته
القوات الجوية الفرنسية/لوفتفافه
- وحدات غير معروفة

القوات الجوية الملكية البريطانية
- السرب رقم 450 للقوات الجوية الملكية الأسترالية (6-14 أبريل 1943)

القوات الجوية الأمريكية (القوة التاسعة)
- مجموعة العمليات ال12، 3-15 أبريل 1943، طائرات من طراز بي-25 ميتشل
- مجموعة العمليات ال340، مارس-أبريل 1943، طائرات من طراز بي-25 ميتشل
- سرب المقاتلات ال66 (المجموعة المقاتلة ال57)، 4-11 أبريل 1943، كورتيس بيه-40 وارهوك[2]

## مقالات ذات صلة
- معركة مدنين